# Бристъл (окръг, Роуд Айланд)
Вижте пояснителната страница за други значения на Бристъл.
Окръг Бристъл (на английски: Bristol County) е окръг в щата Род Айлънд, Съединени американски щати. Площта му е 117 km², а населението – 49 067 души (2016). Няма административен център.